# Cratere Goff
Goff  è un cratere sulla superficie di Marte.